# Marigenta
Marigenta es una localidad perteneciente al municipio de Zalamea la Real en la provincia de Huelva, Andalucía, España. En el año 2024 contaba con una población de 122 habitantes. Pertenece al partido judicial de Valverde del Camino

## Personas importantes
•  Jesús Quintero, conocido como "El Loco de la Colina", fue un destacado periodista, director y presentador de programas de radio y televisión en España. Residió en Marigenta, específicamente en la Calle Las Eras, y mantuvo una relación estrecha con la localidad. De hecho, su programa en Canal Sur, titulado El Loco Soy Yo, fue nombrado en honor a Marigenta. En 2006, su sobrina desempeñó el cargo de moza de la bandera en la festividad de la Santa Cruz de Marigenta.
Cabe destacar también Ana Morano, quien fue coronada como Miss Huelva en 2004.

## Historia
Marigenta procede de una aldea fenicia llamada Abiud. Es la más antigua aldea Zalameña. De gran interés arqueológico, cultural y turístico por la conservación de sus ruinas y caminos empedrados, por su mismo nombre y por los vestigios fenicios que aún presenta. Abiud es una aldea despoblada y no sabemos con certeza el por qué de su despoblamiento, simplemente aparece nombrada en las reglas de la Hermandad de San Vicente en 1424.
Existe la teoría de que fuera despoblada y llamada así debido a la amenazas de las tropas portuguesas en la zona. 
Aparecen el Ejido de Abiud en 1790, por lo que sabemos que estuvo habitada, pero que ahora se encuentra despoblada, ya que en 1684 ya no se cita Abiud como núcleo de población.
Sabemos que años posteriores, se construyó un nuevo poblado cerca de Abiud, que fue llamada Villanueva de Abiud, este poblado duró poco habitado.
Pero en origen su topónimo fue El Abiud, y según Rodrigo Caro su nombre Primitivo arábigo fue el de Aben-Hud, haciendo referencia ya al famoso Seíf-ud-Dolaah de los días de Alfonso VII, o al no menos célebre Aben-Hud del siglo XIII. Un santo al que estos aldeanos le tenían una gran veneración, San Cuño, preso de soledad se refugió en la Cueva hoy de su nombre situada en un roquedal en el centro del populoso Cabezo de la Picota.
Marigenta, aparece nombrada en las ordenanzas municipales de 1534. Su origen se remonta, posiblemente, a época musulmana; durante el periodo posterior a la Reconquista se configuró como aldea.
“La Genia Mari”, o algo similar, esa es la toponimia, de origen astur, que emplearon para bautizar el recogido y bonito pueblo de Marigenta.
Su nombre, siguiendo al historiador local Antonio Vázquez León, puede hacer referencia a una mujer que habitara en este lugar en sus inicios, y que pudo llamarse María Gento o María la Genta, derivando posteriormente hacia Marigenta.
En 1944 se construyó una iglesia en la actual Plaza Nueva, dicha iglesia tuvo que ser derruida pocos años después. Después se construyó otra iglesia en la calle de Arriba, fundada el 29 de junio, día de San Pedro, patrón de Marigenta, del 1960.
En la Guerra Civil, la aldea del Membrillo Bajo fue derruida a escombros por bombardeos. Esta aldea, se encuentra a pocos minutos de Marigenta, solo queda una mujer viva de esta tragedia que se trasladó después del bombardeo a Marigenta. El Membrillo Bajo contaba con 113 habitantes y Marigenta llegó a contar en 1937 con 376 habitantes. 
Historia de la Fiesta de Las Cruces: la fiesta de las cruces ha tenido pocos parones desde sus inicios, el primero de todo fue en la Guerra Civil donde unos criminales entraron en la aldea pegando tiros y buscando todos los símbolos de la cruz (bandera, ángeles, Inri, la Santa Cruz, etc) con la única intención de quemarlos. Esto no fue posible gracias a la labor de un grupo de mujeres que escondieron todos los símbolos poniendo en juego su vida. Gracias a esto, todos los símbolos se conservan en la actualidad y se pueden ver en la Iglesia parroquial De San Pedro. La fiesta de la cruz fue reanudada en el año 1941. La fiesta de la cruz ha sufrido otro parón en la pandemia de la COVID-19 en los años 2020 y 2021, reanudándose en el 2022.
En el año 2004 San Pedro cumplió su cincuentenario aniversario de la llegada a Marigenta, en ese año se volvió a recuperar la tradicional procesión De San Pedro bajo arcos de adelfas.
Últimas remodelaciones en la Hdad de La Santa Cruz: 
- En el año 2005 la bandera antigua fue sustituida por una nueva. La antigua se encuentra en una vitrina en la Iglesia.
- En el año 2006 se reformó la fachada de la ermita de La Santa Cruz.
- En el año 2015 se restauró San Pedro.
- En el año 2016 se reformaron los hatos de la Bestia del Romero por tercera vez.
- En el año 2016 se construyó el monumento al romero, donde el mozo clava la bandera desde hace siglos.
- En el año 2016 se renovó el alumbrado de las fiestas.
- En los años 2020 y 2021 se reformó el interior de la ermita de la Santa Cruz.
- En los años 2021 y 2022 se restauró el interior y exterior De la Iglesia Parroquial De San Pedro.

## Economía
Las actividades en las que se ha centrado su economía tradicionalmente ha sido siempre la agricultura y el pastoreo, así como la crianza de cerdos, cabras, ovejas, gallinas, etc. También contó con trabajos artesanales de elaboración del lino.

## Fiestas y tradiciones
Las fiestas más importantes son:
- Las fiestas patronales en honor a San Pedro y la Santa Vera Cruz de Marigenta. Se celebran la primera semana de julio. La fiesta consiste fundamentalmente en una concelebración de ritos paganos y católicos. Ya desde semanas antes todos los vecinos han comenzado a acicalar sus casas y a preparar las viandas con las que obsequiar a los amigos vecinos e invitados a la 'fiesta grande’. Mientras, la hermandad busca las mejores bestias y preparan los 'jatos' o monturas y aparejos enjaezados con bordes y filigranas de origen árabe con que vestirlas. Se comienza también a decorar la Cruz, jóvenes y mayores participan y ponen todo su empeño en los preparativos. El sábado, es el día del romero. Este día está cargado de tradición. Empieza a las 7 de la mañana con la corta del romero, le sigue la recepción de los cortadores en la Plaza Nueva animados por una Charanga. Por la tarde los hombres engalanan a la bestia del romero mientras que las mujeres están el la calle de la ermita de la cruz, cantando coplas tradicionales de la despedida de la bestia. Más tarde la despedida de la bestia con los emotivos vivas. Mientras un grupo de gentes prepara a la bestia y le ponen los haces de romero, la Población se dirige a recoger al mozo de bandera a su casa, una vez afuera el mozo va a buscar a la moza de bandera a su casa y salen los dos juntos, se van juntos a la ermita de la cruz donde juntos lucen con orgullo la bandera de la Santa Cruz, seguidamente se van a "El Lejio" donde se encuentra el monumento al romero donde desde hace siglos el mozo clava la bandera, siguiendo el ritual. El mozo de Bandera clava la bandera en los haces de romero que están encima de la bestia del romero, en este momento se viven momentos muy emotivos, se desata la emoción y el pueblo estalla en fervorosos vivas. El mozo, vuelve al pueblo encima de la bestia con la bandera clavada y la moza de la mano de su acompañante que suele ser el padre. una vez llegado al pueblo, se dirigen hacia la ermita de la Santa Cruz, cuando el mozo de la bandera y la bestia del romero están enfrente de la Santísima Cruz, el mozo desclava la bandera, entre gritos de viva y manos levantándose al viento de la tarde. Una vez la bandera desclavada, posan y lucen los dos juntos la bandera recibiendo los emotivos vivas del resto del pueblo y las tradicionales coplas. Mientras que el suelo de la calle se viste de verde, del romero que traía la bestia del romero, llamado la ofrenda del romero. La bandera se guarda en la ermita a gritos de vivas y de gente emocionada. El domingo es el día solemne de la Cruz y San Pedro, donde, tras la celebración de la Eucaristía en honor de la Santa Cruz y San Pedro salen en procesión. San Pedro y la Santa Cruz van casa por casa acompañado de la banda de música. En la plaza de San Pedro se viven momentos muy emotivos donde todo el pueblo estalla en fervorosos vítores. En la plaza Nueva tiene lugar la puja de la Santa Cruz y la puja de la bandera que nos dirán los mozos de la bandera del año siguiente. Una vez terminada la puja de bandera y la Santa Cruz, San Pedro es trasladado a su iglesia. Lo último que quedará por festejar un espectacular castillo pirotécnico y las ganas de vivir las cruces del siguiente año.

```
 • Al recibir el romero saquemos 
   nuestra bandera con una cruz por 
   delante que es la insignia 
   verdadera.
```

```
 • Hablame de tu pasado, San Pedro de 
   Marigenta San Pedro de Marigenta, 
   por lo que tú has pasado por las 
   calles de esta tierra.
```

- Otra de las festividades más arraigadas en el pueblo es la tradicional romería en honor a Nuestra Santísima Virgen de la Alegría. Esta preciosa romería se celebra en el mes de mayo y dura un fin de semana. El camino hasta llegar al paraje conocido como "El Cañejal", lugar donde desde hace años se celebra la romería, es muy bonito y con preciosas vistas a las sierras de alrededor. La Santísima Virgen de La Alegría sale en procesión el sábado por la mañana por las calles de Marigenta, hasta llegar a la céntrica Plaza Nueva, donde tendrá lugar la celebración  de la misa de romeros. una vez terminada la misa, la virgen y todos los devotos emprenderán el camino hasta llegar al "El Cañejal". El domingo por la tarde la virgen volverá a Marigenta y desandará el camino que hizo el sábado hasta llegar a la Iglesia Parroquial de San Pedro Apóstol donde aguardará un año entero esperando a que vuelva a florecer mayo para encontrarse con sus vecinos.

```
 • Y tanta alegría madre se lleva en 
   el corazón teniendote yo tan 
   cerca, tu eres la madre de Dios la 
   reina de Marigenta.
```

- Cada 13 de mayo se celebra el día de nuestra Santísima patrona, La Virgen de Fátima.

- Noche de las Candelas, 7 de diciembre. Víspera de la festividad de la Inmaculada Concepción. Se prenden las fogatas para conmemorar esta celebración que se remonta a 1768, el fuego se convierte en el protagonista de la fiesta como símbolo de la purificación de las almas y de la quema de los malos augurios. La candela se prende en la plaza central del pueblo.

- Acebuche Milenario del Espinillo, 12 de octubre. Cada 12 de octubre se hace en la finca El Espinillo una celebración en torno al Acebuche Milenario.

- Quema del judas, es una tradición local que se celebra el Domingo de Resurrección, en Semana Santa, se apedrea, lincha o quema un muñeco que representa a Judas Iscariote, por su traición a Cristo. El muñeco se cuelga en la Plaza Nueva y se le prende fuego.

- Entre las tradiciones del lugar destaca La matanza, que tiene lugar en los meses de diciembre, enero y febrero porque el frío es más propicio para el mantenimiento de la carne. La noche previa queda todo preparado. Al amanecer se empieza la labor cuando van llegando los primeros hombres que son los encargados de la matanza del cerdo y de descarnarlo. Las mujeres se encargan del resto: aliñar la carne para la elaboración del chorizo, del salchichón, la morcilla.

## Monumentos
Uno de los monumentos más significativos de este municipio es el Acebuche de El Espinillo, reconocido como Monumento Natural por la Junta de Andalucía en 2005.
El monolito que marca la entrada al pueblo, con su nombre grabado en azulejos, es conocido por los habitantes locales como "La Piedra".
El Castellum de Casa de los Dragos, una pequeña fortificación romana, se vincula con otras estructuras construidas en la época tardorrepública y bajo el reinado de Augusto, con el propósito de controlar la cuenca minera de Riotinto.
La Cruz del Lejio, un monumento conmemorativo al Romero, es el lugar donde el mozo de bandera realiza el ritual de clavar la bandera, siguiendo una tradición local.
La Fuente Lejos, un manantial situado cerca del pueblo, mantiene un flujo constante de agua fresca que los vecinos recogen habitualmente para su consumo.
La Plaza de San Pedro, ubicada en el centro de la localidad, es la más antigua del pueblo. En ella, se pueden observar bancos de ladrillo y una fuente central que en tiempos pasados fue utilizada por los vecinos para lavar ropa y realizar otras tareas domésticas.
La Iglesia de San Pedro Apóstol y la Ermita de la Santa Cruz de Marigenta son otros de los emblemas religiosos del municipio.
El Pilar, situado un poco más arriba de La Fuente Lejos, es otro monumento que históricamente sirvió para proporcionar agua a los animales.
El Abiud, una aldea romana de la que procede Marigenta, se encuentra a escasos minutos de la localidad.
Las Piedras Jincás, formaciones rocosas que recuerdan a menhires prehistóricos, son otro de los misterios arqueológicos de la zona. Aunque aparentan estar apiladas de forma intencionada, su origen y propósito siguen siendo inciertos; algunos expertos sugieren que pudieron haber sido trasladadas y dispuestas en estos lugares con fines funerarios, aunque no se descarta una formación geológica natural.

## Turismo
El turismo en esta zona está principalmente enfocado en el ámbito rural, con visitantes que optan por alquilar casas tanto en el pueblo como en sus alrededores, especialmente en las proximidades de Marigenta. Asimismo, una considerable cantidad de turistas se desplaza a Marigenta con el objetivo de conocer sus costumbres y tradiciones. Entre ellas, destaca la festividad de la Cruz, la cual atrae a numerosos turistas, tanto nacionales como internacionales.